# Gabriele Wiechatzek
Gabriele Wiechatzek (* 23. Juli 1948 in Berlin) ist eine deutsche Politikerin (CDU).

## Leben
Wiechatzek studierte in Berlin und schloss mit der zweiten Staatsprüfung für das Lehramt ab.
Von 1981 bis 1992 war Wiechatzek Mitglied im SFB-Rundfunkrat; ab 1988 war sie dort Vorsitzende. Von 1985 bis 1988 war sie außerdem Vorsitzende des Programmausschusses und gleichzeitig Mitglied des Programmbeirates der ARD. Von 1987 bis 1990 war sie Vizepräsidentin des Berliner Landesverbandes des Deutschen Roten Kreuzes. Von 1988 bis 1992 gehörte sie dem SFB-Verwaltungsrat und der ARD-Hauptversammlung an. 1994 wurde sie Repräsentantin des Vorstandes der ProSieben Media AG. 2000 wechselte Wiechatzek in die selbstständige Medienberatung. Im Februar 2009 wurde sie Mitglied des Medienrats der Medienanstalt Berlin-Brandenburg.
Von 1975 bis 1990 war Wiechatzek Mitglied des Abgeordnetenhauses von Berlin, wo sie von 1983 bis 1989 stellvertretende Präsidentin war. Von 1990 bis 1994 war sie Mitglied des Deutschen Bundestages. Sie vertrat in dieser Zeit den Wahlkreis Reinickendorf als direkt gewählte Abgeordnete. Im November 2005 wurde sie Vorsitzende des Fachausschusses für Medien bei der Berliner CDU. Wiechatzek ist verheiratet und hat ein Kind.